# 윈도우 라이브 메일
윈도 라이브 메일(Windows Live Mail, 이전 이름은 윈도 라이브 메일 데스크톱)은 마이크로소프트의 윈도우 라이브 제품군에서 비롯한 이메일 클라이언트이다. 윈도우 XP의 아웃룩 익스프레스와 윈도우 비스타의 윈도우 메일 뒤를 잇는다. 윈도 메일의 뛰어난 기능을 포함하고 있으며 핫메일과 연동한다.

## 기능
- 윈도우 라이브 테마와 시각 스타일이 비슷하다.
- 윈도우 라이브 연락처와 동기화한다.
- 인터넷 익스플로러 7의 RSS 기능을 요구하고 사용하는 RSS 피드를 지원한다.
- 아웃룩에서처럼 여러 줄의 메시지 목록을 나타낸다.
- 전자 메일과 다른 기능에서 이모티콘을 사용할 수 있다.
- 줄마다 철자를 검사한다.
- 다른 POP 계정을 위한 별도의 편지함 폴더를 제공한다.
- 사진 메시지 보내기 기능인 포토메일을 제공한다.

## 같이 보기
- 윈도우 메일
- 아웃룩 익스프레스
- 윈도우 라이브
- 핫메일

## 참조
1. ↑  “LiveSide - Windows Live news and interviews”. 2008년 3월 6일에 원본 문서에서 보존된 문서. 2008년 3월 25일에 확인함.